# Gais 1992
Fotbollsklubben Gais spelade säsongen 1992 i Allsvenskan, där man slutade på tionde och sista plats. Man fick därmed spela vidare i Kvalsvenskan, där man slutade på sjätte plats och därför tvingades till fortsatt kval mot Örgryte IS. Efter förlust i dubbelmötet med Öis åkte man ur Allsvenskan. Magnus Gustafsson blev intern skyttekung med sina tio mål i Allsvenskan och Kvalsvenskan, medan backen Tinos Lappas tilldelades Hedersmakrillen som klubbens bäste spelare. I Svenska cupen åkte Gais ur redan i tredje omgången mot Jonsereds IF.
Gais bytte till denna säsong hemmaarena från Ullevi till Gamla Ullevi.
Även Gais damlag spelade säsongen 1992 i Allsvenskan, där man slutade tia. Efter säsongen gick damlaget samman med Jitex BK.

## Inför säsongen
Gais hade avslutat säsongen 1991 med att ta sig tillbaka till Allsvenskan efter en höst i Kvalsvenskan, men det rådde spänningar i klubben sedan tränaren Bosse Falk hade fått nytt kontrakt, trots ett starkt missnöje bland spelarna. Gais ekonomi var dessutom dålig. Tongivande spelare som Mikael Göransson (som hade varit mest frispråkig i sin kritik av Falk), Piotr Piekarczyk, Pär Eriksson och Jens Wålemark lämnade Gais. Wålemark, som säsongen 1991 hade varit lagkapten, gick tillbaka till moderklubben Ljungskile SK i division III, något som väckte viss uppmärksamhet men framför allt kan tillskrivas dålig ledning i klubben, då Wålemark efteråt sade att om han bara hade fått ett konkret kontraktsförslag hade han antagligen stannat.
Sensationellt nog ersattes Wålemark av ingen mindre än Glenn Hysén, som fick fri transfer från Liverpool FC. Mario Jadonic återvände från Jonsereds IF och Robert Zachrisson från Kållereds SK, och i konkurrens med bland andra AEK Aten FC värvade Gais Norrby IF:s försvarare Tinos Lappas, som kom att gå rätt in i startelvan. Ytterligare nyförvärv var David Bendz från Askims IK, Zoran Bulatovic från FK Radnički Niš i Jugoslavien och målvakten Mikael Forsberg från Godhem/HT IF. Från juniorlaget lyftes Denis Pavlovic och Lars Ternström upp.
Mikael Göransson gick till slut till Västra Frölunda IF, men förhandlingarna drog ut på tiden: Gais krävde 750 000 kronor för Göransson, medan Frölunda inte ville betala mer än 500 000. Klubbarna möttes till sist halvvägs, och affären gav 625 000 kronor till Gais. 400 000 av dessa använde man direkt för att lösa anfallaren Peter Norén från Gunnilse IS.

## Seriespel

### Allsvenskan

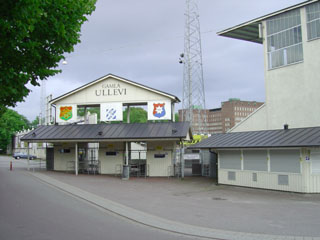
Gamla Ullevis entré.

Gais inledde Allsvenskan borta mot nykomlingen Trelleborgs FF, och förlorade med 1–0 i en match där TFF:s veteranmålvakt Jan Möller storspelade och där Glenn Hysén gick upp som center i slutminuterna i jakt på en kvittering. I nästa match, återkomsten till Gamla Ullevi efter över 30 år på (Nya) Ullevi, förlorade Gais mot Örebro SK med 0–1, och det stod klart att Gais största problem som vanligt var målproduktionen. De nya mittbackarna Hysén och Lappas utgjorde dock ett traditionellt ramstarkt försvar, som till och med petade ut fjolårets Hedersmakrill Erik Holmgren till högerbackspositionen.
I den tredje seriematchen, borta mot Djurgårdens IF, blev Gais målvakt Sören Järelöv frilägesutvisad efter 37 minuter, då han tagit bollen framför fötterna på Mikael Martinsson men sedan glidit över straffområdeslinjen med bollen i händerna. Han ersattes i mål av Magnus Gustafsson, som visserligen var bra på mycket men kanske inte på att stå i mål, och Djurgården vann följaktligen med 4–0. Gais motgångar fortsatte när Glenn Hysén skadade sig på uppvärmningen inför derbyt mot IFK Göteborg. Han ersattes med den äran av debutanten David Bendz, men IFK vann rättvist med 2–1 i en match där Peter Norén dock gjorde Gais första mål på Gamla Ullevi sedan 1966. Gais bortaslog därefter överraskande både Malmö FF och IFK Norrköping, men låg ändå sist när Allsvenskan tog paus för EM.
Efter EM mötte Gais återigen Trelleborg. Glenn Hysén var frisk igen och den nye serben Zoran Bulatovic gjorde en pigg debut, men Gais förlorade ändå matchen med 1–0. I nästa match var det på nytt dags för derby mot IFK, och plötsligt kom målen för Gais. Det första var en vacker nick av Magnus Gustafsson på ett inlägg från Anders Björk, och efter målet var det Gais för hela slanten. 2–0 kom av Nicklas Karlström sedan IFK misslyckats att rensa undan efter en hörna, och Magnus Gustafsson punkterade sedan matchen med sitt 3–0-mål.
Efter IFK-matchen hade Gais häng på vidare spel i Mästerskapsserien, men då var poäng mot Västra Frölunda IF ett måste. Mikael Göransson, som just hade lämnat Gais för Frölunda, var dock ofin nog att ge förortsklubben ledningen två gånger om. Båda gångerna kvitterade Gais, och Magnus Gustafsson missade även en straff innan Frölundas Peter Claesson gjorde 3–2 och i praktiken förpassade Gais till Kvalsvenskan, trots att det återstod flera matcher av Allsvenskan. Efter 2–1 mot Djurgårdens IF, den första segern mot blåränderna på tio försök, förlorade Gais med hela 9–0 borta mot Östers IF i en match där Janne Lundqvist blev utvisad och Gais släppte in hela åtta mål i andra halvlek. Under den sista allsvenska matchen, hemma mot Norrköping, ropade supportrarna därför på Bosse Falks avgång.

#### Tabell
| Nr | Lag                    | S  | V  | O | F  | GM | IM | MS  | P  |
| -- | ---------------------- | -- | -- | - | -- | -- | -- | --- | -- |
| 1  | IFK Norrköping         | 18 | 11 | 3 | 4  | 38 | 19 | +19 | 36 |
| 2  | Östers IF              | 18 | 8  | 5 | 5  | 36 | 29 | +7  | 29 |
| 3  | Trelleborgs FF (U)     | 18 | 7  | 7 | 4  | 20 | 20 | 0   | 28 |
| 4  | AIK                    | 18 | 7  | 6 | 5  | 24 | 18 | +6  | 27 |
| 5  | Malmö FF               | 18 | 7  | 5 | 6  | 22 | 16 | +6  | 26 |
| 6  | IFK Göteborg (RM)      | 18 | 7  | 2 | 9  | 25 | 24 | +1  | 23 |
| 7  | Djurgårdens IF         | 18 | 6  | 5 | 7  | 26 | 32 | −6  | 23 |
| 8  | Örebro SK              | 18 | 4  | 8 | 6  | 17 | 23 | −6  | 20 |
| 9  | Västra Frölunda IF (U) | 18 | 4  | 5 | 9  | 18 | 27 | −9  | 17 |
| 10 | Gais                   | 18 | 4  | 4 | 10 | 14 | 32 | −18 | 16 |

#### Matcher
| Lag                | Hemma | Borta |
| ------------------ | ----- | ----- |
| IFK Norrköping     | 0–3   | 2–1   |
| Östers IF          | 2–2   | 0–9   |
| Trelleborgs FF     | 0–1   | 0–1   |
| AIK                | 0–1   | 0–0   |
| Malmö FF           | 0–1   | 1–0   |
| IFK Göteborg       | 1–2   | 3–0   |
| Djurgårdens IF     | 2–1   | 0–4   |
| Örebro SK          | 0–0   | 0–2   |
| Västra Frölunda IF | 1–1   | 2–3   |

### Kvalsvenskan
Det nya, komplicerade upplägget med Allsvenskan, Mästerskapsserien och Kvalsvenskan hade mött stort motstånd i Fotbollssverige. Inför starten på Kvalsvenskan antydde Svenska fotbollförbundet därför att en återgång till en rak allsvensk serie skulle komma redan till nästa säsong, och att man därför kunde komma att ändra reglerna för uppflyttning till Allsvenskan redan under seriens gång.
Gais inledde, anförda av en formstark Magnus Gustafsson, Kvalsvenskan starkt. Man bortaslog IK Brage med 2–0 efter mål av Gustafsson och Morgan Nilsson, och körde sedan över Norrettan-segraren IFK Sundsvall med 6–1. Borta mot BK Häcken stötte man dock på svårare motstånd, och trots ett ledningsmål av Martin Carlsson tappade man segern genom ett snöpligt självmål i slutminuten. Efter tre matcher ledde Gais emellertid serien, och efter dubbla segrar mot Västra Frölunda IF verkade kontraktet klart; Gais låg tvåa efter Djurgårdens IF, och det var fortfarande inte klart hur många lag som skulle kvalificera sig till 1993 års upplaga av Allsvenskan. Enligt ryktet avsåg förbundet att låta de sex främsta lagen gå vidare, och därmed skulle Gais i praktiken redan vara klara.
Med fyra matcher kvar kom dock beslutet: De fyra första lagen i Kvalsvenskan skulle gå direkt till Allsvenskan, medan samtliga övriga lag skulle få kvala. Gais låg vid tillfället på fjärde plats, men för de akterseglade Frölunda och Sundsvall innebar beslutet en extra chans. Gais hade fortfarande god chans att hålla sig kvar utan kval, men då Gais skulle möta BK Häcken på Gamla Ullevi den 5 oktober hade det kommit till allmänhetens kännedom att spelarna inte hade fått sin senaste lön, och enligt styrelsen fanns det dessutom inga pengar att vänta under den närmaste tiden. Gais var svårt skuldsatt, och lagets spel havererade fullständigt efter beskedet. Man förlorade med 0–4 mot Häcken och avslutade med sammanlagt 1–11 och noll poäng på de fyra sista matcherna. Därmed tvingades Gais kvala vidare för att hålla sig kvar i Allsvenskan, till råga på allt mot rivalen Örgryte IS. Ett svårt sårat Gais hade inte en chans, utan förlorade båda matcherna i dubbelmötet och åkte efter fem år ur högsta serien.

#### Tabell
| Nr | Lag             | S  | V | O | F  | GM | IM | MS  | P  |
| -- | --------------- | -- | - | - | -- | -- | -- | --- | -- |
| 1  | Halmstads BK    | 14 | 9 | 1 | 4  | 31 | 20 | +11 | 28 |
| 2  | Örebro SK       | 14 | 8 | 2 | 4  | 28 | 16 | +12 | 26 |
| 3  | IK Brage        | 14 | 7 | 5 | 2  | 21 | 11 | +10 | 26 |
| 4  | BK Häcken       | 14 | 7 | 2 | 5  | 29 | 24 | +5  | 23 |
| 5  | Djurgårdens IF  | 14 | 5 | 7 | 2  | 30 | 16 | +14 | 22 |
| 6  | Gais            | 14 | 5 | 2 | 7  | 18 | 21 | −3  | 17 |
| 7  | Västra Frölunda | 14 | 1 | 4 | 9  | 19 | 31 | −12 | 7  |
| 8  | IFK Sundsvall   | 14 | 2 | 1 | 11 | 12 | 49 | −37 | 7  |

#### Matcher
| Lag                | Hemma | Borta |
| ------------------ | ----- | ----- |
| Halmstads BK       | 1–2   | 0–3   |
| Örebro SK          | 0–1   | 0–1   |
| IK Brage           | 1–2   | 2–0   |
| BK Häcken          | 0–4   | 1–1   |
| Djurgårdens IF     | 1–0   | 1–1   |
| Västra Frölunda IF | 2–1   | 3–2   |
| IFK Sundsvall      | 6–1   | 0–2   |
| Kval               | Hemma | Borta |
| Örgryte IS         | 1–2   | 0–2   |

### Spelarstatistik
| Spelare              | Matcher | Mål |
| -------------------- | ------- | --- |
| Magnus Gustafsson    | 34      | 11  |
| Jan Lundqvist        | 34      | 2   |
| Sören Järelöv (mv)   | 33      | 0   |
| Nicklas Karlström    | 31      | 5   |
| Morgan Nilsson       | 30      | 3   |
| Erik Holmgren        | 30      | 1   |
| Tinos Lappas         | 30      | 0   |
| Peter Norén          | 29      | 4   |
| Martin Carlsson      | 27      | 3   |
| Glenn Hysén          | 26      | 1   |
| Joakim Nåfors        | 26      | 0   |
| David Bendz          | 20      | 0   |
| Tomas Jönsson        | 15      | 0   |
| Robert Zachrisson    | 12      | 0   |
| Zoran Bulatovic      | 7       | 1   |
| Anders Björk         | 7       | 0   |
| Ola Karlsson         | 7       | 0   |
| Lars Ternström       | 6       | 0   |
| Sören Pettersson     | 4       | 0   |
| Magnus Wikström      | 2       | 0   |
| Mikael Forsberg (mv) | 1       | 0   |

## Svenska cupen
Gais inledde Svenska cupen i tredje omgången, där man förlorade mot Jonsereds IF efter straffsparksläggning.

## Damlaget
Gais damlag spelade säsongen 1992 i Allsvenskan, där man slutade tia. Efter säsongen gick laget samman med Jitex BK och bildade klubben Jitex BK/JG93.